# فورت تشيبوايان (ألبرتا)
فورت تشيبوايان، وتختصر بفورت تشيب، هي قرية كندية في شمال ألبرتا من ضمن منطقة وودبفالو. تقع على الرأس الغربي لبحيرة أتاباسكا على حدود محمية وودبفالو على بعد 223 كلم من فورت ماكموراي.

## تاريخها
تعتبر فورت تشيبويات من أقدم المستعمارات الأوروبية في ألبرتا. أنشأها بيتر بوند عام 1877 كموقع تجاري لشركة الشمال الغربي. وسميت بفورت، أي حصن، نسبة للشعب التشيبويان الذي أستوطن المنطقة. 

## إقتصادها
تعتمد فورت تشيبوايان على الاقتصاد السياحي وخاصة بفصل الصيف.

## السكان

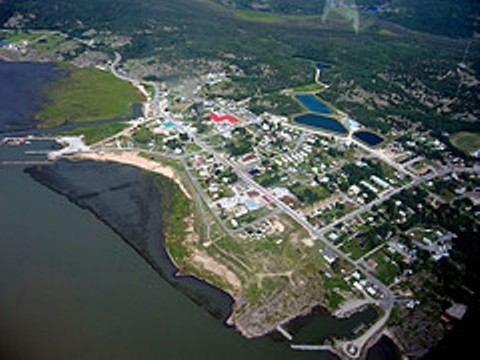
منظر جوي لقريية فورت تشيبويان

بحسب إحصائية 2012، كان عدد سكان فورت تشيبويان 1,008 نسمة. وهناك 302 مسكن مستعمل من أصل 358 مسكن. وشهدت 2,7% زيادة في عدد السكان بين 2006 و2012. مساحة القرية هي 82,15 كلم مربع.
وبجملها، يعيش يها أمم الكري الأولى و تشيبويان (الديني) وشعوب الميتي

## وسائل النقل

### الطيران
هناك مطار داخلي صغير يسمى مطار فورت تشيبويان يخدم القرية.

### عبر النهر
هناك قوارب تنطلق من فورت ماكموراي عبر نهر الأتاباسكا ويعمل في فصل الصيف.

### الطرقات
لا يوجد طرقات تصل إلى فورت تشيبويان وبخاصة في فصل الصيف. أما في الشتاء، فيمكن وصول السيارات إليها عبر الطرقات الشتوية، أي التي تمر عبر جليد النهر. 

## الطقس
| البيانات المناخية لـفورت تسيبويان | البيانات المناخية لـفورت تسيبويان | البيانات المناخية لـفورت تسيبويان | البيانات المناخية لـفورت تسيبويان | البيانات المناخية لـفورت تسيبويان | البيانات المناخية لـفورت تسيبويان | البيانات المناخية لـفورت تسيبويان | البيانات المناخية لـفورت تسيبويان | البيانات المناخية لـفورت تسيبويان | البيانات المناخية لـفورت تسيبويان | البيانات المناخية لـفورت تسيبويان | البيانات المناخية لـفورت تسيبويان | البيانات المناخية لـفورت تسيبويان | البيانات المناخية لـفورت تسيبويان |
| الشهر                             | يناير                             | فبراير                            | مارس                              | أبريل                             | مايو                              | يونيو                             | يوليو                             | أغسطس                             | سبتمبر                            | أكتوبر                            | نوفمبر                            | ديسمبر                            | المعدل السنوي                     |
| --------------------------------- | --------------------------------- | --------------------------------- | --------------------------------- | --------------------------------- | --------------------------------- | --------------------------------- | --------------------------------- | --------------------------------- | --------------------------------- | --------------------------------- | --------------------------------- | --------------------------------- | --------------------------------- |
| الدرجة القصوى °م (°ف)             | 10.5 (50.9)                       | 11 (52)                           | 14.5 (58.1)                       | 27.1 (80.8)                       | 32 (90)                           | 34.4 (93.9)                       | 34 (93)                           | 34 (93)                           | 29 (84)                           | 26.5 (79.7)                       | 17 (63)                           | 8.8 (47.8)                        | 34.4 (93.9)                       |
| متوسط درجة الحرارة الكبرى °م (°ف) | −17.6 (0.3)                       | −13.3 (8.1)                       | −5 (23)                           | 5.8 (42.4)                        | 14.8 (58.6)                       | 20.2 (68.4)                       | 22.6 (72.7)                       | 20.7 (69.3)                       | 13.3 (55.9)                       | 5.1 (41.2)                        | −6.8 (19.8)                       | −15.2 (4.6)                       | 3.7 (38.7)                        |
| المتوسط اليومي °م (°ف)            | −23.2 (−9.8)                      | −19.3 (−2.7)                      | −11.8 (10.8)                      | −0.1 (31.8)                       | 8.6 (47.5)                        | 14.2 (57.6)                       | 16.7 (62.1)                       | 14.8 (58.6)                       | 8.2 (46.8)                        | 0.8 (33.4)                        | −11.3 (11.7)                      | −20.5 (−4.9)                      | −1.9 (28.6)                       |
| متوسط درجة الحرارة الصغرى °م (°ف) | −28.7 (−19.7)                     | −25.2 (−13.4)                     | −18.6 (−1.5)                      | −6 (21)                           | 2.4 (36.3)                        | 8.1 (46.6)                        | 10.7 (51.3)                       | 8.9 (48.0)                        | 3.2 (37.8)                        | −3.5 (25.7)                       | −15.7 (3.7)                       | −25.8 (−14.4)                     | −7.5 (18.5)                       |
| أدنى درجة حرارة °م (°ف)           | −50 (−58)                         | −46.7 (−52.1)                     | −43.5 (−46.3)                     | −34.1 (−29.4)                     | −10.6 (12.9)                      | −4 (25)                           | −0.9 (30.4)                       | −4.2 (24.4)                       | −12.2 (10.0)                      | −30 (−22)                         | −39 (−38)                         | −47.8 (−54.0)                     | −50 (−58)                         |
| الهطول مم (إنش)                   | 19.3 (0.76)                       | 15.7 (0.62)                       | 17.8 (0.70)                       | 18.5 (0.73)                       | 25.3 (1.00)                       | 51.7 (2.04)                       | 70.8 (2.79)                       | 47.6 (1.87)                       | 38.4 (1.51)                       | 34 (1.3)                          | 29.1 (1.15)                       | 23.7 (0.93)                       | 391.9 (15.43)                     |
| المصدر: Environment Canada        |                                   |                                   |                                   |                                   |                                   |                                   |                                   |                                   |                                   |                                   |                                   |                                   |                                   |

## قرى مجاورة
- فورت ماكموراي
- كونكلن
- أنزاك
- فورت ماكاي
- غريغوار لايك
- جنوب جانفيي، ألبرتاجنوب جانفيي
- سابري كريك
- درايبر
- فورت فيتزجيرالد
- بحيرات ماريانا

## إقراء أيضا
- قائمة مجتمعات ألبرتا
- قائمة قرى ألبرتا
- قائمة مجتمعات شمالي ألبرتا

## أعلام
- لويس شميت